# Stadio di Chamartín
Lo stadio di Chamartín (in spagnolo Estadio de Chamartín), ufficialmente Campo del Real Madrid Club de Fútbol, fu un impianto sportivo spagnolo situato nel distretto madrileno di Chamartín, di proprietà del Real Madrid.
Inaugurato nel 1924 con un incontro amichevole tra il club proprietario e gli inglesi del Newcastle Utd, fino al 1948 ospitò gli incontri della squadra di calcio e della sezione rugbistica del Real Madrid.
Alla fine degli anni quaranta lo stadio fu dismesso per la contemporanea messa in servizio dell'adiacente Nuovo Stadio di Chamartín fatto costruire dall'allora proprietario e presidente del club Santiago Bernabéu, che dal 1955 si vide intitolato a suo nome tale nuovo impianto.